# Symplocos ramosissima
Symplocos ramosissima là một loài thực vật có hoa trong họ Dung. Loài này được Wall. ex G. Don miêu tả khoa học đầu tiên năm 1837.